# Mandres
Pour les articles homonymes, voir Mandres (homonymie).
 (mai 2014).
Mandres est une commune française située dans le département de l'Eure, en région Normandie.

## Géographie

### Localisation
| Bourth | Francheville       | Francheville                                                |
| Bourth | Mandres            | Verneuil d'Avre et d'Iton (comm. dél. de Verneuil-sur-Avre) |
|        | Les Barils, Pullay |                                                             |

### Hydrographie
La commune est située dans le bassin Seine-Normandie. Elle est drainée par le cours d'eau 01 de la commune de Verneuil-sur-Avre,.

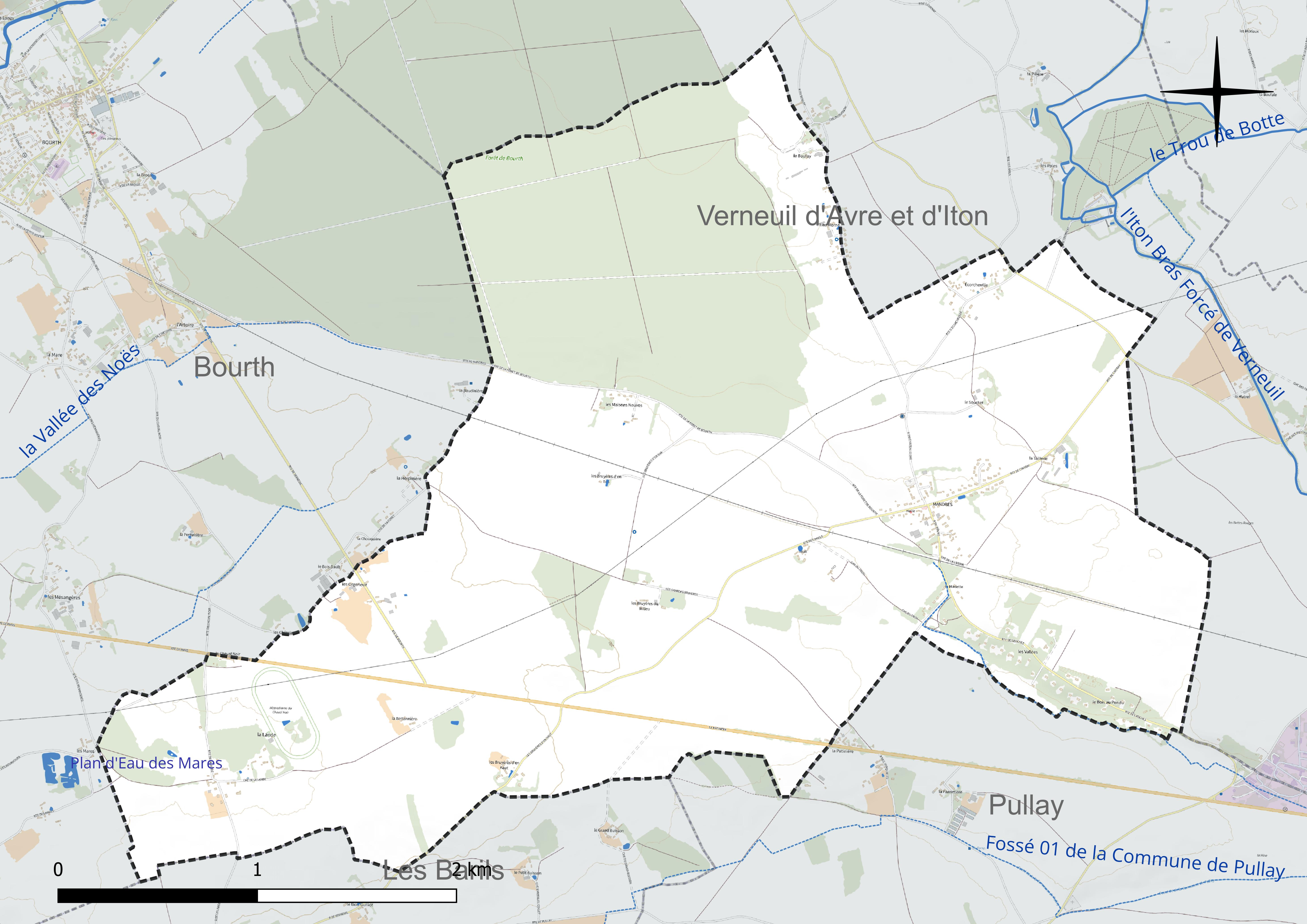
Réseau hydrographique de Mandres.

### Climat
Pour des articles plus généraux, voir Climat de la Normandie et Climat de l'Eure.
En 2010, le climat de la commune est de type climat océanique dégradé des plaines du Centre et du Nord, selon une étude du CNRS s'appuyant sur une série de données couvrant la période 1971-2000. En 2020, Météo-France publie une typologie des climats de la France métropolitaine dans laquelle la commune est dans une zone de transition entre le climat océanique et le climat océanique altéré et est dans une zone de transition entre les régions climatiques « Sud-ouest du bassin Parisien » et « Normandie (Cotentin, Orne) ». Parallèlement le GIEC normand, un groupe régional d’experts sur le climat, différencie quant à lui, dans une étude de 2020, trois grands types de climats pour la région Normandie, nuancés à une échelle plus fine par les facteurs géographiques locaux. La commune est, selon ce zonage, exposée à un « climat des plateaux abrités », correspondant aux plaines agricoles de l’Eure, avec une pluviométrie beaucoup plus faible que dans la plaine de Caen en raison du double effet d’abri provoqué par les collines du Bocage normand et par celles qui s’étendent sur un axe du Pays d'Auge au Perche.
Pour la période 1971-2000, la température annuelle moyenne est de 10,1 °C, avec  une amplitude thermique annuelle de 14,3 °C. Le cumul annuel moyen de précipitations est de 699 mm, avec 11,5 jours de précipitations en janvier et 8,3 jours en juillet. Pour la période 1991-2020, la température moyenne annuelle observée sur la station météorologique la plus proche, située sur la commune de Piseux à 8 km à vol d'oiseau, est de 11,3 °C et le cumul annuel moyen de précipitations est de 676,7 mm,. Pour l'avenir, les paramètres climatiques de la commune estimés pour 2050 selon différents scénarios d’émission de gaz à effet de serre sont consultables sur un site dédié publié par Météo-France en novembre 2022.

## Urbanisme

### Typologie
Au 1er janvier 2024, Mandres est catégorisée commune rurale à habitat dispersé, selon la nouvelle grille communale de densité à 7 niveaux définie par l'Insee en 2022.
Elle est située hors unité urbaine. Par ailleurs la commune fait partie de l'aire d'attraction de Verneuil d'Avre et d'Iton, dont elle est une commune de la couronne,. Cette aire, qui regroupe 24 communes, est catégorisée dans les aires de moins de 50 000 habitants,.

### Occupation des sols
L'occupation des sols de la commune, telle qu'elle ressort de la base de données européenne d’occupation biophysique des sols Corine Land Cover (CLC), est marquée par l'importance des territoires agricoles (76,1 % en 2018), une proportion sensiblement équivalente à celle de 1990 (76,2 %). La répartition détaillée en 2018 est la suivante : 
terres arables (69,5 %), forêts (21,5 %), zones agricoles hétérogènes (5,1 %), zones urbanisées (2,3 %), prairies (1,6 %). L'évolution de l’occupation des sols de la commune et de ses infrastructures peut être observée sur les différentes représentations cartographiques du territoire : la carte de Cassini (XVIIIe siècle), la carte d'état-major (1820-1866) et les cartes ou photos aériennes de l'IGN pour la période actuelle (1950 à aujourd'hui).

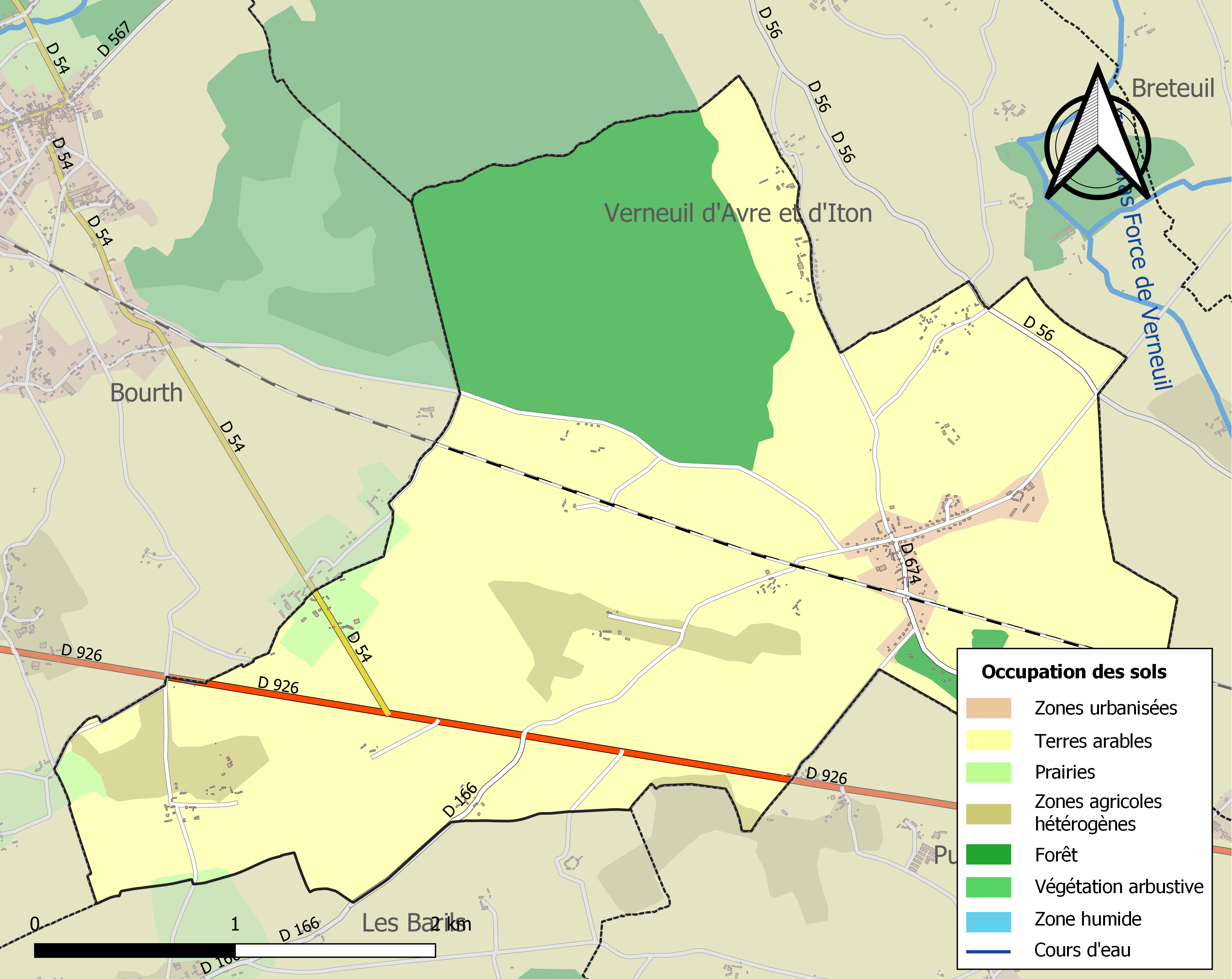
Carte des infrastructures et de l'occupation des sols de la commune en 2018 (CLC).

## Toponymie
Attestée sous les formes Mandræ en 1301 (cartulaire du chap. d’Évreux), Mendres en 1454.
Du latin tardif mandra, de l,ancien français mandre qui signifie  « étable, bergerie », pluriel de l'oil mandre « parc à moutons, cabane des bergers, cellule d'ermite ».

## Héraldique
| Blason de Mandres | Blason  | De gueules à la fasce d'argent, chargée d'une clé au trait de sable, posée en fasce, accompagnée en chef d'une divise du même, celle-ci surmontée de l'inscription « MANDRES » de sable et soutenue de deux léopards d'or brochant en partie sur la divise, la fasce accompagnée en pointe d'un mouton arrêté d'argent brochant sur une branche de lierre de sinople posée en fasce. |
| Blason de Mandres | Détails | Les deux léopards d'or sur rappellent les armes de la Normandie. |

## Histoire
Préhistoire.
Une douzaine d'enclos ont été recensés sur le territoire de la commune.
53 av. J.-C.
Les Romains y construisent une voie qui va de Condé-sur-Iton au Mans. Le tracé de cette voie existe toujours appelée aujourd'hui route de la Patinière.
1518.
Fondation de l'église de Mandres dédiée à saint Pierre.
1633.
La peste ravage les alentours et les notables se réfugient à Mandres réputée pour sa salubrité.
1746.
Une femme enceinte et célibataire est obligée de déclarer sa grossesse.
1793.
Trois journaliers poursuivis par la justice pour avoir coupé « l'arbre de la liberté » se réfugient à Mandres. Ils seront repris et guillotinés à Paris.
1799.
Claude Chappe vient installer une tour télégraphique à Mandres.

## Politique et administration
| Période                                  | Période  | Identité      | Étiquette | Qualité  |
| ---------------------------------------- | -------- | ------------- | --------- | -------- |
| avant 2002                               | 2008     | Francis Deleu |           |          |
| mars 2008                                | En cours | Michel Osmond | DVD       | Retraité |
| Les données manquantes sont à compléter. |          |               |           |          |

## Démographie
L'évolution du nombre d'habitants est connue à travers les recensements de la population effectués dans la commune depuis 1793. Pour les communes de moins de 10 000 habitants, une enquête de recensement portant sur toute la population est réalisée tous les cinq ans, les populations de référence des années intermédiaires étant quant à elles estimées par interpolation ou extrapolation. Pour la commune, le premier recensement exhaustif entrant dans le cadre du nouveau dispositif a été réalisé en 2006.

En 2022, la commune comptait 350 habitants, en évolution de −5,66 % par rapport à 2016 (Eure : −0,25 %, France hors Mayotte : +2,11 %).
| 1793 | 1800 | 1806 | 1821 | 1831 | 1836 | 1841 | 1846 | 1851 |
| ---- | ---- | ---- | ---- | ---- | ---- | ---- | ---- | ---- |
| 345  | 353  | 397  | 346  | 314  | 352  | 338  | 377  | 381  |

| 1856 | 1861 | 1866 | 1872 | 1876 | 1881 | 1886 | 1891 | 1896 |
| ---- | ---- | ---- | ---- | ---- | ---- | ---- | ---- | ---- |
| 354  | 326  | 321  | 312  | 280  | 287  | 262  | 259  | 247  |

| 1901 | 1906 | 1911 | 1921 | 1926 | 1931 | 1936 | 1946 | 1954 |
| ---- | ---- | ---- | ---- | ---- | ---- | ---- | ---- | ---- |
| 226  | 210  | 200  | 224  | 233  | 216  | 217  | 221  | 217  |

| 1962 | 1968 | 1975 | 1982 | 1990 | 1999 | 2006 | 2011 | 2016 |
| ---- | ---- | ---- | ---- | ---- | ---- | ---- | ---- | ---- |
| 197  | 184  | 237  | 284  | 376  | 342  | 351  | 351  | 371  |

| 2021 | 2022 | - | - | - | - | - | - | - |
| ---- | ---- | - | - | - | - | - | - | - |
| 359  | 350  | - | - | - | - | - | - | - |

## Culture locale et patrimoine

### Lieux et monuments
- La Taillerie : manoir où se prélevait l'impôt (la taille).
- Écorcheville : lieu ou vivaient les écorcheurs, mercenaires sans soldes qui attaquaient les passants.
- Trun : du nom des truns moutons rustiques parqués dans des enclos.
- Église Saint-Pierre du XVIe siècle, remaniée au XVIIIe.
- Mariette ornée des armes de la famille des Essarts (date indéterminée).

### Personnalités liées à la commune
- François Coppée (1842-1908), poète dramaturge et académicien, a habité le domaine de la Fraizière[22].
- Daniel Laborne (1902-1990) : auteur dessinateur du personnage de Lariflette dont les aventures paraissent dans Le Petit Parisien, L'Équipe, Paris Soir, Ouest France, …
- Robert Marichal (1904-1999), paléographe et archiviste, est né dans la commune.